# Wolverhampton
Wolverhampton è un distretto metropolitano con status di città delle West Midlands inglesi, che conta 262 008 abitanti.
Fu un importante centro per il commercio della lana nel medioevo, diventando poi un centro dell'industria durante la Rivoluzione industriale con la produzione di metallo e serrature, estrazione del carbone e più tardi produzione di veicoli. L'economia cittadina è ancora basata sull'ingegneria, inclusa quella aerospaziale.

## Geografia
Wolverhampton è situata nell'Inghilterra centrale, 21 km a nord-ovest di Birmingham. La città si trova nella sezione nord-occidentale della grande conurbazione delle West Midlands e confina a nord e ad ovest con la contea dello Staffordshire. Alcuni quartieri e distretti sud-orientali di Wolverhampton fanno parte dell'ex regione mineraria della Black Country.

## Etimologia
La città fu fondata dalla nobildonna britannica Wulfrun, con il nome anglosassone Wulfrūnehēantūn cioè "fattoria principale di Wulfrun" ma potrebbe anche derivare da Wulfereēantūn dall'omonimo re Wulfhere. Prima della conquista normanna il nome dell'area appariva con le varianti Heantune o Hamtun,  il prefisso Wulfrun comparve solo dal 1070 fino a raggiungere la variazione Wolveren Hampton nel 1381. Il titolo di città è molto recente, essendole stato accordato solamente nel 2000.

## Storia

### Origini e Sviluppo
Una tradizione locale narra che il re di Mercia Wulfhere fondò un'abbazia di Santa Maria nel 659 nella zona. 
L'area è ricordata per essere stata il luogo di una battaglia nel 910 tra Merciani e Sassoni dell'ovest contro i vichinghi danesi dove i britanni proclamarono una vittoria decisiva. 
Nel 985 il re Etelredo II d'Inghilterra concesse la terra conosciuta come Heantun alla nobile Wulfrun la quale vi fondò un primo insediamento. Nel 994 fu consacrato un monastero al quale lady Wulfrun concesse le terre di Upper Arley, Bilston, Willenhall, Wednesfield, Pelsall, Ogley Hay, Hilton (Derbyshire), Hatherton, Kinvaston e Featherstone. Il sito divenne quello dell'attuale chiesa di San Pietro. Una statua di Wulfrun, scolpita da Sir Charles Wheeler, si può osservare sulle scale fuori dalla chiesa. Wolverhampton è menzionata nel Domesday Book nel 1086 ma i signori della città sono listati nei canoni di St. Mary che cambiò nome nell'attuale St. Peter in quell'anno. 
Wolverhampton era già un piccolo insediamento di 15 case. Nel 1179 viene menzionato un mercato in città che verrà all'attenzione di re Giovanni d'Inghilterra nel 1204 per il fatto di non possedere un decreto reale per possedere un mercato, che verrà poi concesso il 4 Febbraio 1258 da Enrico III d'Inghilterra.

### Dal XIV al XVII secolo
Nel XIV e nel XV secolo fu una delle città principali del commercio della lana, motivo per cui è presente una matassa di lana nello stemma della città e alcune vie della città hanno nomi riguardanti la lana, persino il centro storico si chiama "Fold" ovvero ovile. 
Nel 1512 Sir Stephen Jenyns, ex lord della città e sindaco di Londra, nato nella città, fondò la Wolverhampton Grammar School, una delle più antiche scuole tuttora in attività della Gran Bretagna. 
Dal XVI secolo la città divenne un grande centro della lavorazione del metallo, in particolare chiavi e serrature in acciaio. 
Wolverhampton fu colpita da due grandi incendi: nell'aprile del 1590 e nel settembre del 1696 entrambi partiti da Salop Street. Il primo incendio durò 5 giorni e lasciò 700 persone senza dimora mentre il secondo distrusse 60 case nelle prime 5 ore.
Il 27 Gennaio 1606 2 fattori Thomas Smart e John Holyhead furono giustiziati su High Green, ora Queen Square, per aver dato protezione a 2 complottatori della polvere: Robert Wintour e Stephen Littleton che si erano rifugiati nelle Midlands.
Inoltre Wolverhampton è stata la città con il primo motore a vapore funzionante di Thomas Newcomen.

### XIX secolo
Negli anni 30 del XIX secolo la principessa Alexandrina Victoria del Kent (la futura regina Vittoria) visitò la città descrivendola "grande e sporca" ma soprattutto "cordiale e piacevole".
In Età vittoriana la città crebbe diventando molto ricca grazie alla grande quantità di industrie attirate dall'abbondanza di ferro e carbone nella zona. I resti di questa ricchezza si possono riscontrare nel Wightwick Manor e in The Mount.
Wolverhampton ottenne la prima rappresentanza parlamentare nel 1832 grazie al Reform Act. Ci fu un attacco della folla agli elettori che votarono per il partito Tory dando inizio alla rivolta di Wolverhampton del 1835.
La città divenne municipal borough nel 1848 con il Municipal Corporations Act del 1835 per poi diventare un county borough nel 1889. 
La ferrovia raggiunse Wolverhampton nel 1837 con la stazione di Wednesfield Heath,sulla Grand Junction Railway,che venne poi demolita nel 1965 e adibita a riserva naturale. Nel 1849 iniziarono i lavori per la Shrewsbury and Birmingham Railway e divenne la divisione nord della Great Western Railway nel 1854.
Nel XIX secolo la città accolse molti immigrati dal Galles e dall'Irlanda a causa della Grande carestia irlandese. 
Nel 1866 fu eretta una statua del defunto principe Alberto. La statua è alta 12 metri ed è fatta di acciaio recuperato da un cannone a Sebastopoli durante la Guerra di Crimea. High Green (dove è situata la statua) fu rinominata Queen Square in onore alla visita della regina per l'inaugurazione.
Dal 1868 al 1975 Wolverhampton ebbe una prolifica industria delle biciclette.
La Wolverhampton High Level Station, l'attuale stazione principale, fu aperta nel 1852 mentre la Wolverhampton Low Level Station fu aperta nel 1855 ma fu chiusa nel 1981, attualmente è in fase di riapertura.

## Monumenti e luoghi d'interesse
- Collegiata Reale di San Pietro, edificata nel medioevo. Sottoposta alla diretta autorità reale, fu per secoli unica parrocchia della cittadina attorno alla quale si sviluppò e crebbe. Come chiesa palatina il territorio della collegiata fu esente dalla giurisdizione ordinaria ecclesiastica dell'diocesi di Coventry e Lichfield fino al 1846 quando divenne parte della diocesi di Lichfield (separata da Coventry nel 1837) e fu cancellata l'unione della carica di decano della Collegiata di Wolverhampton a quello della Cappella Reale di Windsor.

## Cultura

### Istruzione

#### Musei
- Galleria d'Arte di Wolverhampton, aperta al pubblico nel 1884.

#### Università
La città è sede dell'università di Wolverhampton, fondata nel 1992 e frequentata da oltre 20.000 studenti.

### Teatri
Il Grand Theatre fu costruito nel 1894 su progetto dell'architetto Charles J. Phipps e ha una capienza di 1,200 spettatori.

## Wards
Le 20 ward che compongono il Wolverhampton City Council sono:
- Bilston East
- Bilston North
- Blakenhall
- Bushbury North
- Bushbury South and Low Hill
- East Park
- Ettingshall
- Fallings Park
- Graiseley
- Heath Town
- Merry Hill
- Oxley
- Park
- Penn
- St Peter's
- Spring Vale
- Tettenhall Regis
- Tettenhall Wightwick
- Wednesfield North
- Wednesfield South

## Infrastrutture e trasporti

### Strade
Importante snodo stradale della Black Country, la sua principale via d'accesso è l'autostrada M6 a cui è unita tramite una serie di strade a scorrimento veloce.

### Ferrovie
La stazione di Wolverhampton, aperta al traffico nel 1852, è situata lungo un ramo della West Coast Main Line. Vi operano le compagnie Avanti West Coast, CrossCountry, Transport for Wales e West Midlands Trains.

### Aeroporti
La città è servita dall'aeroporto internazionale di Wolverhampton-Halfpenny Green.

## Sport
La squadra di calcio cittadina, il Wolverhampton Wanderers, è fra le più vecchie dell'Inghilterra e fra i 12 fondatori della Football League. Ha conosciuto il suo miglior periodo durante gli anni cinquanta, vincendo 3 campionati e 2 FA Cup. Disputa le sue partite interne dal 1889 nello storico Molineux Stadium.